# イオアニス・テオトキス
イオアニス・テオトキス（ギリシア語: Ιωάννης Θεοτόκης、英語: Ioannis Theotokis、1880年9月5日 - 1961年6月6日）は、ギリシャ王国の政治家。ゲオルギオス・テオトキス元首相の息子であり、彼自身も首相を務めた。

## 生涯
1880年9月5日にケルキラに誕生した。イオアニスはここの政治の名家出身であり、父のゲオルギオスは元首相、兄のニコラオスは政治家で希土戦争の時に反逆罪で処刑され、息子のスピロスも政治家になった。また後の首相ゲオルギオス・ラリスの親族でもある。彼はギリシャ議会で7期当選し、1935年のゲオルギオス・コンディリス内閣で農相を務めた（在任：1935年10月10日 - 1935年11月30日）。8月4日体制ではメタクサスにケルキラ島で軟禁され、戦後は1946年4月4日から1949年11月30日まで議会の議長、1950年1月6日から3月23日まで選挙管理内閣の首相を務めた。1961年6月6日にケルキラ島で没する。80歳であった。